# Mieltiönsaari
Mieltiönsaari är en ö i Finland. Den ligger i sjön Lummenne och i kommunen Kuhmois i landskapet Mellersta Finland, i den södra delen av landet, 150 km norr om huvudstaden Helsingfors. Öns area är 34,6 hektar och dess största längd är 1,3 kilometer i sydöst-nordvästlig riktning.